# Arwal
Arwal è un comune (Community Development Block) dell'India di 130.996 abitanti, capoluogo del distretto di Arwal, nello stato federato del Bihar.

## Geografia fisica
La città è situata a 25° 15' 0 N e 84° 40' 60 E e ha un'altitudine di 67 m s.l.m..

## Società

### Evoluzione demografica
Al censimento del 2001 la popolazione di Arwal assommava a 130.996 persone, delle quali 67.566 maschi e 63.430 femmine.

## Trasporto
L'aeroporto più vicino è a Patna e la stazione ferroviaria a Jehanabad. Arwal è collegata con Jehanabad, Patna and Aurangabad.